# Dan Majerle
Daniel Lewis "Dan" Majerle (Traverse City, Míchigan, 9 de septiembre de 1965) es un exjugador y entrenador de baloncesto estadounidense que disputó 14 temporadas en la NBA. Con 1,98 metros de altura, jugaba en las posiciones de base y escolta. Se le apodó Thunder (trueno), por su rapidez en armar el brazo para anotar de 3 puntos.

## Trayectoria deportiva

### Universidad
Sus años universitarios transcurrieron en la Central Michigan University, donde promedió más de 20 puntos en tres de sus cuatro temporadas. Sus estadísticas totales fueron de 21,8 puntos y 8,9 rebotes.
Fue elegido para representar a su país con su selección en los Juegos Olímpicos de Seúl 1988, donde consiguieron la medalla de bronce.

### Profesional
Fue elegido por los Phoenix Suns en la decimocuarta opción de la primera ronda del draft de la NBA de 1988.
En su primera temporada asumió su rol de suplente, aportando 8,6 puntos y 3,9 rebotes, ganándose poco a poco la confianza de sus entrenadores. Su excelente mecánica de tiro y su gran defensa pronto le valieron un puesto de titular en el equipo de Arizona, donde permaneció 7 temporadas. 
Tras un breve paso por Cleveland, firmó por los Miami Heat como agente libre. Allí permaneció 5 temporadas, pero a un discreto nivel. 
Acabó su carrera profesional regresando a Phoenix, donde jugó su última temporada a los 36 años de edad.

### Retirada
En 2003 fue comentarista deportivo, cubriendo los 2003 NBA Playoffs para la TNT, y más tarde fue analista deportivo de la ESPN.
Durante el All-Star Weekend de 2005, fue miembro (junto a Shawn Marion y Diana Taurasi) del equipo de Phoenix, que ganó el "Shooting Stars".

### Entrenador
Su primera experiencia en los banquillos fue como asistente en los Phoenix Suns en 2008, puesto que ocupó durante 5 años, hasta 2013.
En marzo de 2013 tomaría las riendas como entrenador principal de los Grand Canyon Antelopes de la NCAA, equipo al que dirigió hasta 2020.

## Estadísticas de su carrera en la NBA

### Temporada regular
| Año      | Equipo    | PJ  | PT  | MPP  | %TC  | %3P  | %TL  | RPP | APP | ROB | TPP | PPP  |
| -------- | --------- | --- | --- | ---- | ---- | ---- | ---- | --- | --- | --- | --- | ---- |
| 1988-89  | Phoenix   | 54  | 5   | 25.1 | .419 | .329 | .614 | 3.9 | 2.4 | 1.2 | .3  | 8.6  |
| 1989-90  | Phoenix   | 73  | 23  | 30.7 | .424 | .238 | .762 | 5.9 | 2.6 | 1.4 | .4  | 11.1 |
| 1990-91  | Phoenix   | 77  | 7   | 29.6 | .484 | .349 | .762 | 5.4 | 2.8 | 1.4 | .5  | 13.6 |
| 1991-92  | Phoenix   | 82  | 15  | 34.8 | .478 | .382 | .756 | 5.9 | 3.3 | 1.6 | .5  | 17.3 |
| 1992-93  | Phoenix   | 82  | 82  | 39.0 | .464 | .381 | .778 | 4.7 | 3.8 | 1.7 | .4  | 16.9 |
| 1993-94  | Phoenix   | 80  | 76  | 40.1 | .418 | .382 | .739 | 4.4 | 3.4 | 1.6 | .5  | 16.5 |
| 1994-95  | Phoenix   | 82  | 46  | 37.7 | .425 | .363 | .730 | 4.6 | 4.1 | 1.2 | .5  | 15.6 |
| 1995-96  | Cleveland | 82  | 15  | 28.9 | .405 | .353 | .710 | 3.7 | 2.6 | 1.0 | .4  | 10.6 |
| 1996-97  | Miami     | 36  | 26  | 35.1 | .406 | .338 | .678 | 4.5 | 3.2 | 1.5 | .4  | 10.8 |
| 1997-98  | Miami     | 72  | 22  | 26.8 | .419 | .376 | .784 | 3.7 | 2.2 | .9  | .2  | 7.2  |
| 1998-99  | Miami     | 48  | 48  | 33.8 | .396 | .335 | .717 | 4.3 | 3.1 | .8  | .1  | 7.0  |
| 1999-00  | Miami     | 69  | 69  | 33.4 | .403 | .362 | .812 | 4.8 | 3.0 | 1.3 | .2  | 7.3  |
| 2000-01  | Miami     | 53  | 19  | 24.6 | .336 | .315 | .818 | 3.1 | 1.7 | 1.0 | .3  | 5.0  |
| 2001-02  | Phoenix   | 65  | 1   | 18.2 | .343 | .336 | .590 | 2.7 | 1.4 | .7  | .2  | 4.6  |
| Total    | Total     | 955 | 454 | 31.6 | .431 | .358 | .741 | 4.5 | 2.9 | 1.3 | .4  | 11.4 |
| All-Star | All-Star  | 3   | 1   | 19.3 | .429 | .333 | .750 | 5.0 | 2.7 | .3  | .7  | 10.7 |

### Playoffs
| Año   | Equipo    | PJ  | PT | MPP  | %TC  | %3P  | %TL  | RPP | APP | ROB | TPP | PPP  |
| ----- | --------- | --- | -- | ---- | ---- | ---- | ---- | --- | --- | --- | --- | ---- |
| 1989  | Phoenix   | 12  | 0  | 29.3 | .438 | .286 | .792 | 4.8 | 1.2 | 1.1 | .3  | 14.3 |
| 1990  | Phoenix   | 16  | 0  | 29.9 | .487 | .333 | .785 | 5.1 | 2.1 | 1.3 | .1  | 12.6 |
| 1991  | Phoenix   | 4   | 0  | 27.5 | .375 | .364 | .737 | 3.8 | 1.8 | 1.3 | .3  | 10.5 |
| 1992  | Phoenix   | 7   | 0  | 38.0 | .432 | .273 | .962 | 6.3 | 2.9 | 1.4 | .0  | 18.6 |
| 1993  | Phoenix   | 24  | 24 | 44.6 | .431 | .394 | .696 | 5.8 | 3.7 | 1.4 | 1.2 | 15.4 |
| 1994  | Phoenix   | 10  | 10 | 41.0 | .362 | .339 | .688 | 4.3 | 2.4 | 1.1 | .4  | 12.3 |
| 1995  | Phoenix   | 10  | 0  | 30.7 | .370 | .364 | .706 | 3.1 | 1.7 | 1.4 | .3  | 8.2  |
| 1996  | Cleveland | 3   | 0  | 30.3 | .444 | .435 | .889 | 4.0 | 3.0 | 1.3 | .7  | 16.7 |
| 1997  | Miami     | 17  | 2  | 29.2 | .393 | .338 | .679 | 4.2 | 2.5 | 1.2 | .2  | 8.0  |
| 1998  | Miami     | 2   | 2  | 31.0 | .375 | .333 | .500 | 2.5 | 2.5 | 2.0 | .5  | 4.5  |
| 1999  | Miami     | 5   | 5  | 30.4 | .192 | .227 | .714 | 5.8 | 1.2 | 1.0 | .4  | 4.0  |
| 2000  | Miami     | 10  | 10 | 37.2 | .423 | .400 | .714 | 7.0 | 3.2 | 2.1 | .1  | 9.0  |
| 2001  | Miami     | 3   | 0  | 23.7 | .313 | .286 | .500 | 3.3 | 1.7 | 1.0 | .0  | 5.3  |
| Total | Total     | 123 | 53 | 34.5 | .416 | .353 | .753 | 5.0 | 2.5 | 1.3 | .4  | 11.7 |

## Vida personal
Dan y su esposa Tina Majerle, tienen cuatro hijos: Madison, McKenzie, Mia, y Max, quien también juega al baloncesto.
Posee tres restaurantes en el estado de Arizona, llamados "Majerle's".

## Logros y reconocimientos
Universidad
- 3 veces primer equipo All-MAC (1986–1988).

NBA
- Elegido en 3 ocasiones para el All-Star Game (1992, 1993, 1995).
- Elegido en 2 ocasiones en el segundo mejor quinteto defensivo de la liga (1991, 1993).
- 2 años máximo anotador de triples en la NBA (1993, 1994).
- Campeón del Shooting Stars (2005).

Selección
- JJ. OO. Seúl 1988
- Mundial de Canadá 1994

Honores
- Nombrado USA Basketball Male Athlete of the Year (1998).
- Su dorsal #44 fue retirado por los Central Michigan Chippewas.
- En marzo de 2003 entró en el Phoenix Suns Ring of Honor.[5]
- En 2006, fue introducido en el Michigan Sports Hall of Fame.
- En 2017, fue introducido en el Arizona Sports Hall of Fame.